# Берёзовское сельское поселение (Покровский район)
Берёзовское се́льское поселе́ние — муниципальное образование в Покровском районе Орловской области России.
Создано в 2004 году в границах одноимённого сельсовета. Административный центр — село Берёзовка (до 1963 года — Ворово).

## Население
| 2010 | 2012 | 2013 | 2014 | 2015 | 2016 | 2017 |
| ---- | ---- | ---- | ---- | ---- | ---- | ---- |
| 587  | ↘571 | ↘558 | ↘549 | ↗554 | ↘536 | ↗545 |
| 2018 | 2019 | 2020 | 2021 | 2023 |      |      |
| ↘541 | ↘521 | ↗534 | ↘462 | ↘460 |      |      |

## Населённые пункты
В состав сельского поселения (сельсовета) входят 4 населённых пункта:
| № | Населённый пункт | Тип     | Население (чел.) |
| - | ---------------- | ------- | ---------------- |
| 1 | Берёзовка        | село    | ↘375             |
| 2 | Гремячье         | деревня | ↘146             |
| 3 | Раевка           | деревня | 29               |
| 4 | Теряево          | деревня | 37               |

## Жители до XX века
В XIX веке жители села Ворова и приходских деревень составляли казённые (государственные) крестьяне (само Ворово, д.д. Березовец, Гремячая и Труды (Теряева). Только те, кто проживал в деревне Княжое, являлись крепостными крестьянами и дворовыми людьми помещиков, князей Кугушевых.
Фамилии с XVII по начало XX века, распространённые в селе Ворово: Бабаевы, Бачурины, Драчѐвы, Дуровы, Жердевы, Кореневы, Курловы, Мальцевы, Муратовы, Разинковы, Ревякины, Ротановы, Рудневы, Русановы, Селезнѐвы, Сизѐновы, Тимонины, Усачѐвы, Фурсовы.
В 1811 в Ворово было 120 семей (311 мужчин и 359 женщин), в 1858 — 118 семей (588 мужчин и 652 женщины). Самое большое родство под фамилией Курловы — 19 семей в 1811 году и 18 семей в 1858.
В деревне Березовец самыми популярными фамилиями были: Алѐхины, Герасимовы, Гревцовы (Гревцевы), Даниловы, Карагодины (Корогодины), Кирилловы, Локтионовы, Меркуловы, Пашковы, Позняковы, Семѐновы.
В деревне Гремячьей проживали: Васютины, Ефремовы, Казаковы, Кирилловы, Полянские, Проскурины, Русановы, Селютины, Старых, Харитоновы, Черниковы.
Основными фамилиями в деревне Труды (Теряева) являлись: Балачевцевы, Внуковы, Гревцевы, Дагаевы, Коптевы, Мальцевы, Теряевы.